# Namirea montislewisi
Namirea montislewisi is een spinnensoort uit de familie Dipluridae. De soort komt voor in Queensland.